# Церковь на Роудон-Стрит (Фритаун)
Церковь на Роудон-Стрит (англ. Rawdon Street Methodist Church) — методистская церковь, расположенная в Сеттлертауне, одном из исторических районов Фритауна, столице Сьерра-Леоне.

## История
Сеттлертаун был заселен освобождёнными из рабства африканцами, которые которые были переселены из Канады в 1800 году. Для них была построена церковь на Роудон-Стрит. Первыми служителями в церкви были Джозеф Браун, Джордж Кэррол (Каррал) и Изом Гордон. Поселенцы из Новой Шотландии принесли свой «американский» стиль религиозного поклонения, проповеди и обучения в Сьерра-Леоне, что вызывало недовольство у британских методистских священников. Церковь на Роудон-Стрит в основном посещали состоятельные поселенцы из Новой Шотландии, а поселенцы с более низким статусом посещали баптистские церкви.

## Описание
Церковь представляет собой здание из красного кирпича, построенное в колониальном стиле.